# ۱۰ دقیقه (فیلم ۲۰۰۲)
«۱۰ دقیقه» (انگلیسی: 10 Minutes (2002 film)) یک فیلم است که در سال ۲۰۰۲ منتشر شد.